# Epilobium nankotaizanense
Epilobium nankotaizanense là một loài thực vật có hoa trong họ Anh thảo chiều. Loài này được Yamam. mô tả khoa học đầu tiên năm 1926.